# My Father is Coming
My Father is Coming ist ein deutscher Spielfilm unter der Regie von Monika Treut, der 1990 in New York gedreht wurde. Die Uraufführung fand im Rahmen der Internationalen Filmfestspiele Berlin, in der Sektion Panorama im Februar 1991 statt.

## Handlung
Im Mittelpunkt steht Vicky, gespielt von Shelley Kästner. Sie lebt im New Yorker East Village und will als Schauspielerin Karriere machen. Da ihre Castings katastrophal verlaufen, arbeitet sie als Kellnerin in einem Restaurant, in dem auch ihre puerto-ricanische Freundin Lisa als Köchin arbeitet. Ihr Leben gerät aus den Fugen, als ihr Vater Hans, gespielt von Alfred Edel, auftaucht. Er möchte seine Tochter, von der er annimmt, dass sie eine erfolgreiche Schauspielerin sei, besuchen. Vicky muss sich etwas einfallen lassen, um diese Fassade aufrechtzuerhalten. Während sie sich in Täuschungsmanöver verstrickt, wobei sie ihren schwulen Mitbewohner Ben als ihren Ehemann ausgibt, lernt sie den geheimnisvollen Fremden Joe kennen. Derweil erkundet Hans die New Yorker Subkultur auf eigene Faust. Von dem schamanischen Fakir Musafar erfährt er, wie er seine Schlaflosigkeit loswerden kann und hat eine folgenreiche Begegnung mit der promovierten Porno-Queen Annie Sprinkle. Für Vater und Tochter wird dieser Besuch zu einer abenteuerlichen Entdeckungsreise.

## Produktion
My Father is Coming wurde 1990 von Hyena Films, der Produktionsfirma von Monika Treut und Elfi Mikesch in Hamburg produziert und in New York gedreht. Die Produktionsleitung in USA hatte Ulla Zwicker mit Bluhorse Films. Der Low-Budget-Film wurde aus Mitteln der Produktionsförderung der kulturellen Filmförderung Hamburg unterstützt und als Co-Produktion mit dem NDR realisiert.

### Vertrieb
Der Vertrieb wurde ebenfalls von der kulturellen Filmförderung Hamburg unterstützt. Die Digitalisierung des Titels wurde mit der Unterstützung der Kulturbehörde Hamburg und der Kinemathek Hamburg e. V. ermöglicht. Die Veröffentlichung des Titels im DVD-Format und als Digitalkopie erfolgt durch den Filmverleih Salzgeber.

## Rezeption
„Monika Treut, die Gesetzlose unter den Filmkünstlerinnen, liefert ein entschieden ikonoklastisches Werk der Pansexualität. Die urkomische Steilvorlage für ein orgasmisches Opus!“ (Michael Musto: Village Voice)

## Festivals, Auszeichnungen
Internationale Filmfestspiele Berlin 1991
- 1991: Toronto International Film Festival
- 1992: Göteborg Film Festival
- 1999: São Paulo International Film Festival
- 1991: IFF Turin „Bester Spielfilm“[3]